# Kulturhauptstadt Amerikas
Der Titel der Kulturhauptstadt Amerikas wird von der 1997 gegründeten „Organisation der Kulturhauptstadt Amerikas“ seit 1999 vergeben. Vorbild war der Titel der Kulturhauptstadt Europas. Bisher wurden nur lateinamerikanische Städte gewählt.
Obwohl der Titel eigentlich der Förderung der lokalen Kulturszenen dienen soll, gibt es auch Kritik an der Organisation, die ihn vergibt. So lehnte die kanadische Stadt Regina 2005 eine Nominierung für den Titel ab, da sie die damit verbundenen Gebühren und personellen Verpflichtungen (insgesamt rund 500.000 US-Dollar) als zu hoch empfand.

## Kulturhauptstädte Amerikas
| Jahr | Stadt                  | Land                    |
| ---- | ---------------------- | ----------------------- |
| 2000 | Mérida                 | Mexiko                  |
| 2001 | Iquique                | Chile                   |
| 2002 | Maceió                 | Brasilien               |
| 2003 | Panama-Stadt           | Panama                  |
| 2003 | Curitiba               | Brasilien               |
| 2004 | Santiago de Chile      | Chile                   |
| 2005 | Guadalajara            | Mexiko                  |
| 2006 | Córdoba                | Argentinien             |
| 2007 | Cusco                  | Peru                    |
| 2008 | Brasília               | Brasilien               |
| 2009 | Asunción               | Paraguay                |
| 2010 | Santo Domingo          | Dominikanische Republik |
| 2011 | Quito                  | Ecuador                 |
| 2012 | São Luís               | Brasilien               |
| 2013 | Barranquilla           | Kolumbien               |
| 2014 | Colima                 | Mexiko                  |
| 2015 | Mayagüez               | Puerto Rico (USA)       |
| 2016 | Valdivia               | Chile                   |
| 2017 | Mérida                 | Mexiko                  |
| 2018 | Bundesstaat Anzoátegui | Venezuela               |
| 2019 | San Miguel de Allende  | Mexiko                  |
| 2020 | Punta Arenas           | Chile                   |
| 2021 | Zacatecas              | Mexiko                  |
| 2022 | Ibagué                 | Kolumbien               |